# Andrés Sas
Andrés Sas (født 6. april 1900 i Paris, Frankrig, død 25. juli 1967 i Lima, Peru) var en franskfødt peruviansk komponist, violinist, dirigent og professor.
Sas var Perus mest kendte komponist. Han har skrevet orkesterværker, sange og stykker for forskellige instrumenter.
Sas studerede og underviste i Belgien, og var professor i violin på Forrest Music School i Brussel.
Han bosatte sig i Lima i 1924 efter en opfordring fra den peruvianske regering om at undervise i violin på konservatoriet i Lima og dirigere byens Nationale Academy of Music Orchestra.

## Udvalgte værker
- Indiansk sang – for orkester
- Indiansk digt – for orkester
- Tre frimærker i Peru – for orkester
- Rapsodi Peruana - for violin
- Romantisk fantasi for trumpet
- Sigøjnerdans – for orkester